# Parque Ecuador
El Parque Ecuador es un parque chileno perteneciente a la ciudad de Concepción, en la Región del Biobío. Se ubica a los pies del Cerro Caracol y muy cerca del centro de la ciudad, estando dividido del centro urbano por la Calle Víctor Lamas. Corresponde a una gran zona recreativa de aproximadamente 1,34 km de longitud, comenzando en la intersección de calle Víctor Lamas con Tucapel, y terminando en Avenida Pedro de Valdivia; con varios puntos de relevancia histórica, social y cultural.
Desde inicios del año 2015, es un parque inclusivo de accesibilidad para niños y adultos con discapacidades.

## Historia

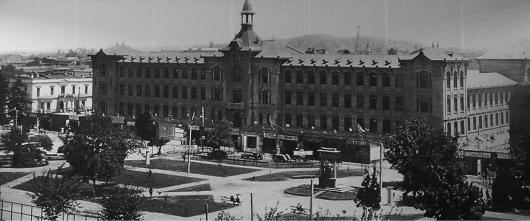
El Parque Ecuador en 1920, frente al antiguo Liceo de Hombres de Concepción.

Hasta 1911 el Parque Ecuador se denominaba Parque Alameda, pero luego del devastador terremoto de ese año, cambió su nombre por el actual en reconocimiento a la ayuda prestada por parte de la República del Ecuador para ayudar a mitigar los efectos negativos causados por aquel evento.
En 1964 se estableció la Feria Internacional de Arte Popular, una feria artesanal de entrada liberada que se instala anualmente en la calle Caupolicán con Víctor Lamas. Es la más grande de Chile y una de las exposiciones más tradicionales en Concepción. En ella se presentan obras de distintos artesanos chilenos e internacionales, incluyendo trabajos en cerámica, vidrios, maderas y reciclaje, entre otros. Durante su realización también se desarrollan jornadas musicales, y se instalan patios de comida.
A comienzos de 2015, luego de varios meses de restauraciones, se convirtió en el primer parque inclusivo de la zona, con accesos y juegos habilitados para personas con capacidades distintas.

## Recreación y uso

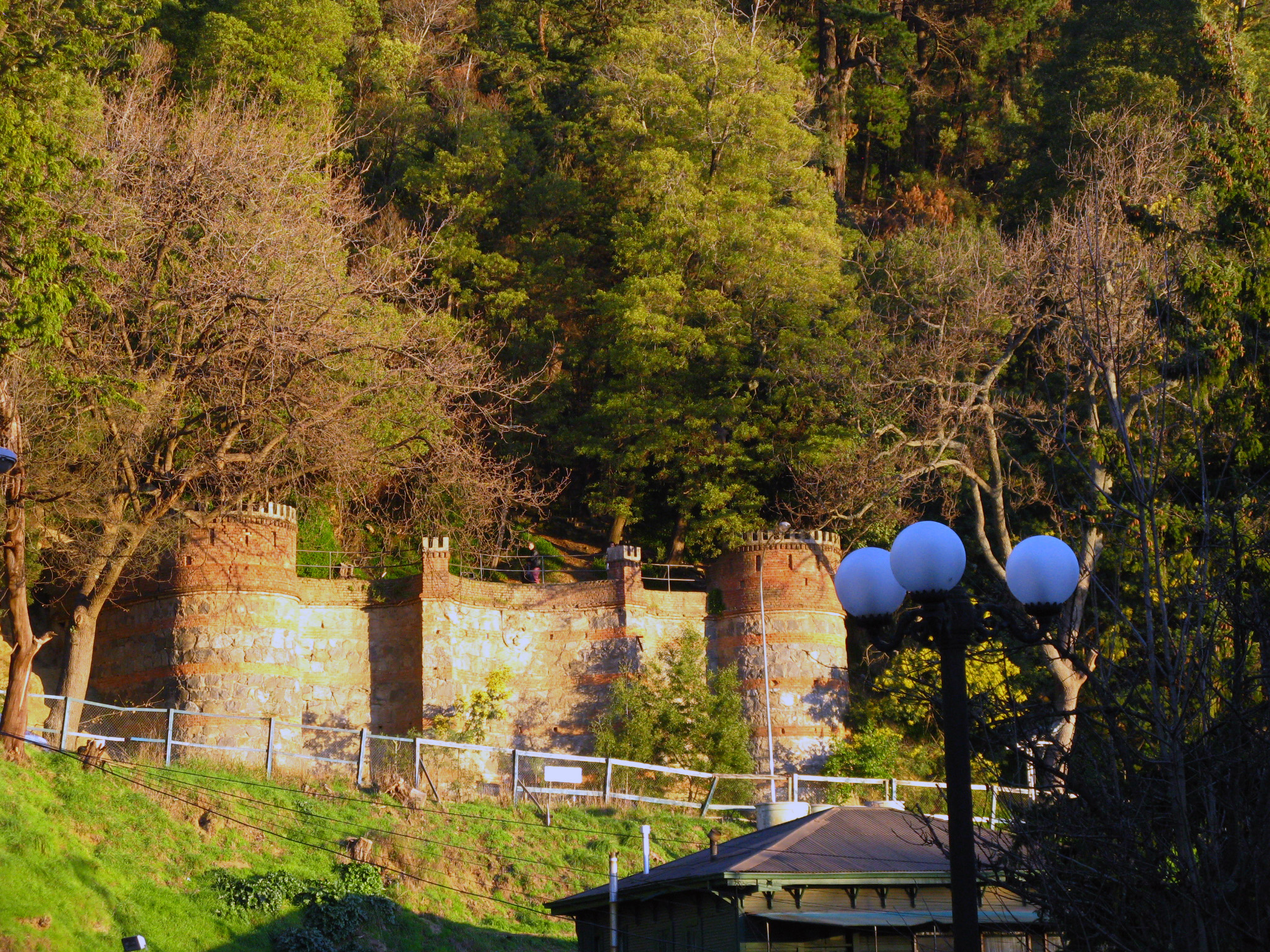
El Parque Ecuador colinda con el Cerro Caracol.

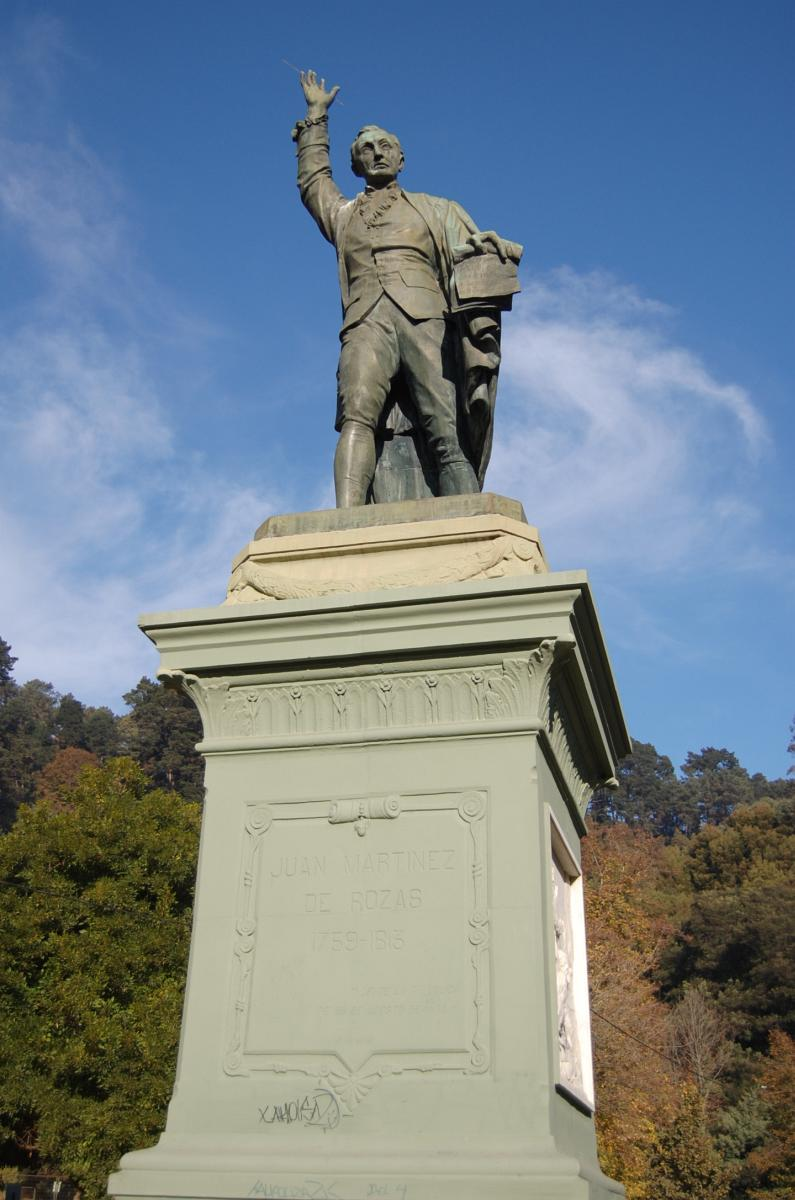
Monumento a Juan Martínez de Rozas.

El parque es el clásico lugar de recreación familiar de la ciudad. Es conocido además como el «pulmón verde» de Concepción por ser una extensa área verde de exuberante vegetación, que además colinda con el Cerro Caracol. De cierta manera el Parque Ecuador ha "absorbido" al Cerro Caracol, integrándolo al parque como zona recreativa. 
En el parque se ubica el museo Galería de la Historia de Concepción, que exhibe la historia de Concepción a través de dioramas, además de poseer una exposición permanente y otras temporales. Están además la sede penquista del Club de Leones, la compañía de bomberos Alemana y el Club de tenis de Concepción. Tanto en el mismo parque como frente a éste por la calle Víctor Lamas se encuentran diversos restaurantes y locales comerciales. Son comunes, además, los conocidos carros donde se vende comida rápida. Hay una amplia variedad de juegos infantiles, incluyendo unos juegos de agua para el verano.
En el Parque también hay dos monumentos, uno en homenaje a Juan Martínez de Rozas (1758-1813), prócer de la independencia de Chile, y otro en honor a dos ciudadanos penquistas de origen francés que fallecieron en la Primera Guerra Mundial.
Es un punto de reunión de la juventud y familias del Gran Concepción. Comúnmente se realizan actividades culturales, como obras teatrales, conciertos musicales y exposiciones al aire libre. Tradicionalmente durante las Fiestas Patrias se realizan peñas en el parque.